# Bereslavka (Ucraina)
Bereslavka (in ucraino e russo: Береславка) è un centro abitato dell'Ucraina, in precedenza noto come Janivka (Я́нівка, Janovka in russo, Я́новка). È il paese natale di Lev Trockij, politico, rivoluzionario e militare russo, nonché fondatore e capo dell’Armata Rossa.